# Walita
Walita foi uma fábrica de eletrodomésticos brasileira. O nome tem origem nos nomes do casal de fundadores, Waldemar e Lita. A fábrica foi adquirida  em 1971 pela Philips, que manteve a marca em sua linha de produtos desde então.

## História
Em 1939 o imigrante alemão Waldemar Clemente e sua esposa Lita fundam no Largo do Arouche, em São Paulo, uma pequena fábrica de interruptores, plugs e calhas de iluminação e outros componentes elétricos.
Em 1943 A Walita desenvolveu um pequeno motor elétrico para acionar a ventoinha de refrigeração dos veículos movidos a gasogênio, equipamento que funcionava a carvão vegetal instalados nos carros devido à dificuldade para importar gasolina durante a Guerra.
Era mais um exemplo de promoção de soluções locais em época de substituição de importados devido ao conflito internacional.
Em 1944, Waldemar Clemente adquire e estuda um eletrodoméstico importado, e começa a produzir o Nêutron, o primeiro liquidificador brasileiro com projeto próprio de motor e em 1945 lança seu 2o eletrodoméstico, um ventilador.
Em 1947 a Walita torna-se sociedade anônima e em 1956 alcança a marca de 1 milhão de aparelhos produzidos, entre os liquidificadores, batedeiras, exaustores, enceradeiras e centrífugas.
E nesse mesmo ano começa a fabricar ferros elétricos.
Desde 1940 a Walita tinha instalações industriais no bairro de Vila Mariana em São Paulo e em 1969 inaugurou fábrica no Bairro de Santo Amaro, também em São Paulo. 
Em 1971 a Philips, empresa holandesa que atua no Brasil desde a década de 20, incorporou a Walita, manteve a marca e a liderança no mercado de eletroportáteis no Brasil.

## Ligações Externas
- Memória Walita